# Lucien Przepiórski
Lucien Przepiórski né en 1831 à Vilnius et mort le 23 mai 1911 à Paris est un peintre polonais.

## Biographie
Lucjan Przepiórski de Cay est le fils d'Ignace Przepiorski de Cay et de Thérèse Borodriez.
En 1855, il dirige un studio photographique situé rue Nowy Świat à Varsovie, puis se rend à Vilnius, où il peint des portraits et des peintures pour des églises.

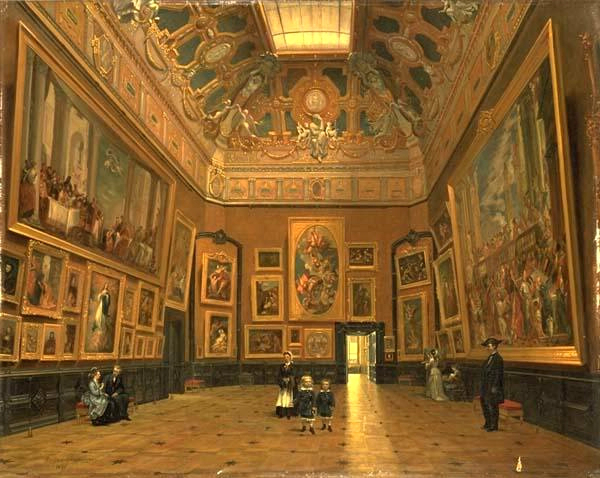
Le Salon carré du Louvre (1875), Paris, musée du Louvre.

En 1857, il séjourne à Saint-Pétersbourg où il copie des peintures au musée de l'Ermitage et entame des études à l'Académie impériale des beaux-arts. Il expose à l’Académie.
De retour en Pologne en 1863, il participe aux batailles de l’insurrection de Janvier. Blessé, il perd une jambe.
À partir de 1864, exilé, il séjourne à Paris, où il travaille activement dans l’environnement de la Polonia parisienne. 
La même année, il expose au Salon. Son atelier est situé rue de Seine, où il restaure également des tableaux.
En 1868, il épouse Hélène Godlewska. Hélène Przepiórska (1852-1900), également peintre, propose La Colombe au Salon de 1878. Parmi leurs enfants, Faustin Przepiórski de Cay deviendra dessinateur.
En 1875, il expose son Salon carré du Louvre, conservé à Paris au musée du Louvre.
Il reçoit une médaille de bronze en 1889, lors de l’Exposition universelle de Paris.
Lucien Przepiórski meurt le 23 mai 1911 à son domicile de la rue de Seine.
En 1952, par l'intermédiaire du tribunal de grande instance de la Seine, la famille obtient la rectification du patronyme en Przopiorski.